# Tokugawa Ieshige
Tokugawa Ieshige (徳川 家重?  28 de enero de 1712-13 de julio de 1761) fue el noveno shōgun Tokugawa de Japón. Reinó entre los años 1745 y 1760.
Fue el primer hijo de Tokugawa Yoshimune y su madre fue la hija de Okubo Tadanao. Su nombre de niño fue Nagatomi-maru. En 1725 realizó su ceremonia de genpuku (mayoría de edad). Su primera esposa, Nami-no-miya, fue hija del Príncipe Fushimi-no-miya Kuninaga. Su segunda esposa, Okō, fue la hija de un cortesano; ella sería la madre de Ieharu, sucesor de Ieshige.
Ieshige sufría enfermedades crónicas y tenía severo defecto en el habla. La elección de Yoshimune sobre Ieshige como heredero, causó disputas con sus otros hermanos, Tokugawa Munetake y Tokugawa Munetada, quienes eran candidatos más capaces de gobernar. Yoshimune insistió en su decisión basándose en el principio confuciano de la primogenitud. Cuando Ieshige asumió el cargo en 1745, Yoshimune continuó administrando los asuntos oficiales hasta ese año. 
Estuvo desinteresado en los asuntos gubernamentales y decidió asignar las decisiones a su chambelán Ooka Tadamitsu (1709 – 1760). Ieshige se retiró en 1760 y tomó el título de Ōgosho, y designó a su primer hijo, Tokugawa Ieharu como su sucesor.
El reinado de Ieshige estaría plagado por la corrupción, los desastres naturales, la hambruna y la emergencia de la clase mercantil, y su desinterés en solucionar los problemas causaron un declive del poder del clan Tokugawa.
Fallecería un año después de retirarse, en 1761.
El segundo hijo de Ieshie, Tokugawa Shigeyoshi, sería el fundador del clan Shimizu-Tokugawa, junto con los clanes Tayasu y Hitotsubashi (establecido por los hermanos menores de Ieshige) conformarían el gosankyō, las tres ramas suplementarias del clan Tokugawa, y en donde serían seleccionados los futuros shogun, en caso de que la línea principal terminase.
El nombre póstumo de Ieshige fue Junshin-in, y su tumba está en el mausoleo Tokugawa de Zōjō-ji en Shiba, Edo. Sus restos fueron desenterrados y estudiados por científicos entre los años 1958 y 1960. Se descubrió que sus dientes estaban torcidos y muy deformados, confirmando su defecto de hablar, y que su tipo de sangre era A.